# La Pueblita
La Pueblita est l'une des quatre paroisses civiles de la municipalité de Rafael Rangel dans l'État de Trujillo au Venezuela. Sa capitale est Las Rurales.